# 馬紐州

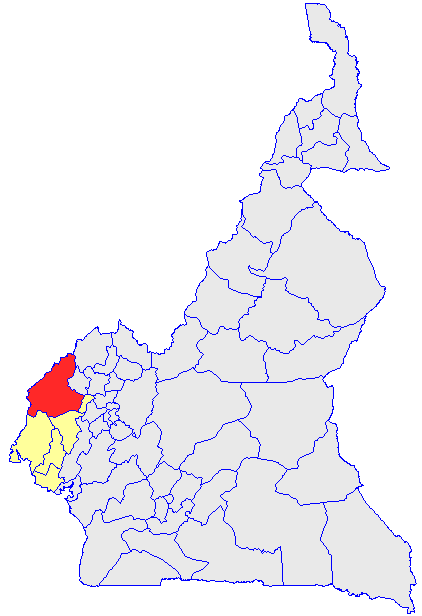

馬紐州（法語：Manyu），是喀麥隆的58個州份之一，位於該國西南部，由西南區負責管轄，東面是萊比亞倫州，面積9,565平方公里，2001年人口177,389，人口密度每平方公里18.5人。